# Alexander Spengler
Alexander Spengler (20 de marzo de 1827 - 1 de noviembre de 1901) fue un médico alemán y el primer médico especializado en tuberculosis en Davos.

## Biografía
Spengler fue el hijo grande de Johann Philipp Spengler, un profesor de una escuela de Mannheim. A partir del otoño de 1846, estudió cinco termas en la Universidad de Heidelberg. Fue el padre de Carl Spengler y Lucius Spengler, los dos convirtieron médicos especializados en dolencias de pulmón a Davos.

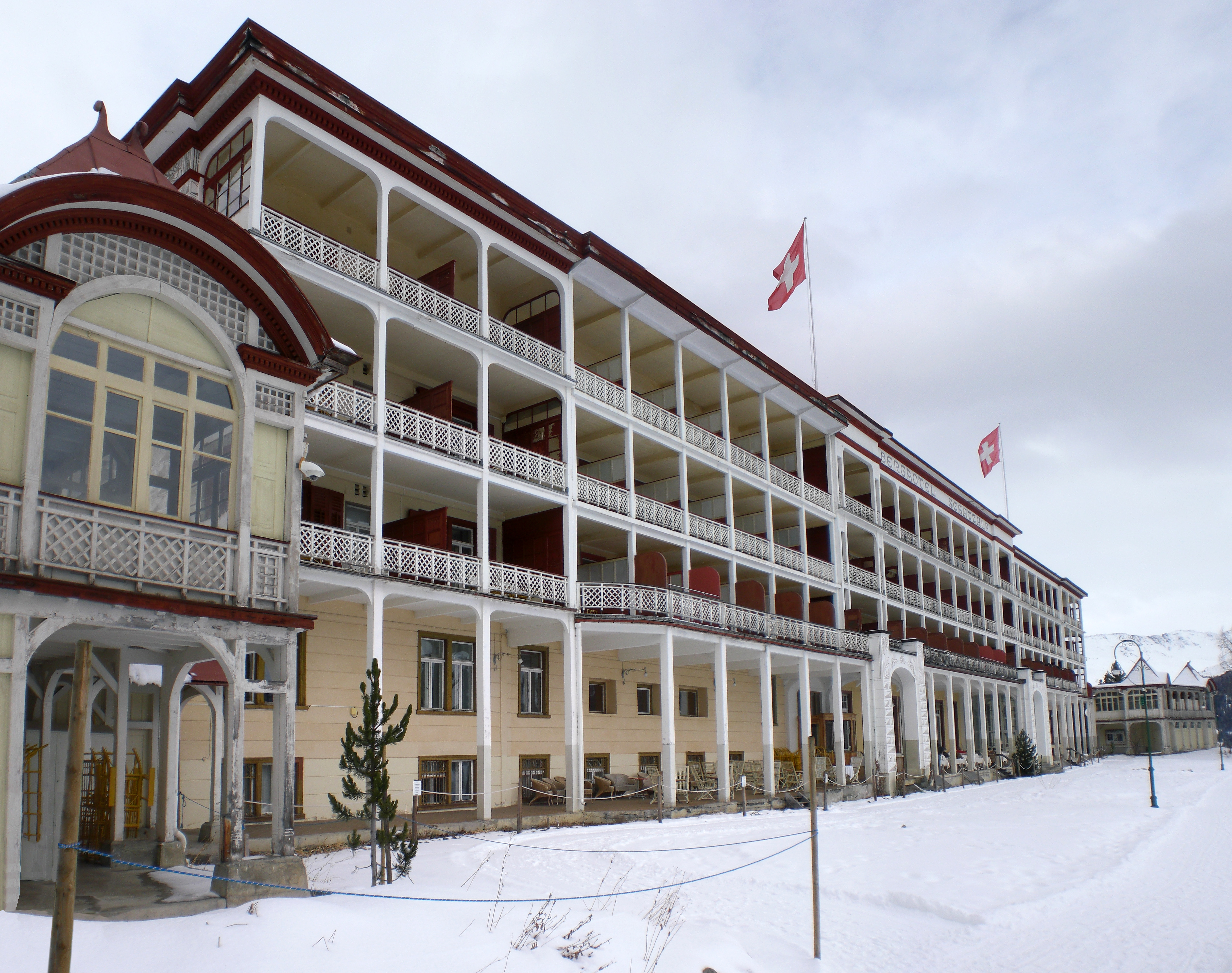
El sanatorio Schatzalp